# Leonora Howard King
Leonora Howard King (Canadá West, Ontario, 1851-1925) fue una médica canadiense y misionera metodista que pasó 47 años practicando la medicina en China, Fue la primera médica canadiense en trabajar en China.

## Biografía
Leonora Annetta Howard era hija de Peter T. y Dorothy E. Howard. Nació en Lansdowne, County Leeds, Canada West (Ontario), el 17 de marzo de 1851. Se crio en Farmersville (ahora Athens,Ontario). Se educó en Athens, Ontario y en Nueva York como maestra.
En 1876 King no asistió a la escuela de medicina en Canadá pero recibió su título de médico de la Universidad de Míchigan en Estados Unidos.

## Trayectoria profesional
Después de unirse a la Sociedad Misionera Extranjera de Mujeres de la Sociedad Misionera de la American Methodist Episcopal Missionary Society, se fue a China en 1877, donde fue doctora misionera en la Sociedad Misionera Episcopal Metodista Estadounidense en la provincia de Chihli, en el norte de China. Fijó su residencia junto a Lucinda L. Combs, la primera mujer médica en servir en China estacionada por la Sociedad Misionera Extranjera de Mujeres en Pekín, alrededor de agosto de 1887. Ambas trabajaron juntas durante tres meses antes de que Combs se mudara a Kiukiang.
En agosto de 1879, King asistió a Lady Li, la esposa de Li Hung Chang, entonces gravemente enferma, en Tien-Tsin. Durante la recuperación de Lady Li, permaneció en Tien-Tsin, en la práctica con el uso de un templo que se le dio para ese propósito y allí fundó el Hospital de la Misión Episcopal Metodista en 1880. 
En 1885, King abrió una escuela de medicina para mujeres y niñas chinas que habían sido educadas en escuelas de misiones. 
En 1886, Lady Li construyó otro hospital King, que más tarde se conoció como Hospital del Gobierno para Mujeres y Niños también en Tien-Tsin. Durante la guerra entre China y Japón, la doctora Howard abrió su hospital a soldados heridos en lugar de solo a mujeres y niños.
En 1884, se casó con Alexander King, miembro de la Sociedad Misionera de Londres.

## Premios y reconocimientos
- Al final de la guerra entre China y Japón  fue nombrada mandarín, un honor de la Orden Imperial China del Doble Dragón y se convirtió en la primera mujer occidental en serlo.[1]

- En 2004, fue incluida en el Salón de la Fama Internacional de Mujeres en Medicina de la Asociación Estadounidense de Mujeres Médicas.[1]

- En 2000, fue incluida en el Salón de la Fama de la Medicina Canadiense.[7]